# Kabinett Emsis
Das Kabinett Emsis war die elfte Regierung Lettlands nach der Unabhängigkeit 1990. Es amtierte vom 9. März 2004 bis zum 2. Dezember 2004.

## Kabinettsmitglieder
| Ressort                                         | Name                            | Partei | Partei    | Amtszeit                         |
| ----------------------------------------------- | ------------------------------- | ------ | --------- | -------------------------------- |
| Ministerpräsident                               | Indulis Emsis                   |        | LZP       | 9. März 2004 – 2. Dezember 2004  |
| Stellvertretender Ministerpräsident             | Ainārs Šlesers                  |        | LPP       | 9. März 2004 – 2. Dezember 2004  |
| Verteidigungsminister                           | Atis Slakteris                  |        | TP        | 9. März 2004 – 2. Dezember 2004  |
| Außenminister                                   | Rihards Pīks                    |        | TP        | 9. März 2004 – 19. Juli 2014     |
| Außenministerin                                 | Helēna Demakova (kommissarisch) |        | TP        | 20. Juli 2014 – 21. Juli 2019    |
| Außenminister                                   | Artis Pabriks                   |        | TP        | 21. Juli 2019 – 2. Dezember 2004 |
| Minister für Kinder und Familie                 | Ainars Baštiks                  |        | LPP       | 27. Mai 2004 – 2. Dezember 2004  |
| Wirtschaftsminister                             | Juris Lujāns                    |        | LPP       | 9. März 2004 – 2. Dezember 2004  |
| Finanzminister                                  | Oskars Spurdziņš                |        | TP        | 9. März 2004 – 2. Dezember 2004  |
| Innenminister                                   | Ēriks Jēkabsons                 |        | LPP       | 9. März 2004 – 2. Dezember 2004  |
| Minister für Bildung und Wissenschaft           | Juris Radzevičs                 |        | LPP       | 9. März 2004 – 2. Dezember 2004  |
| Kulturministerin                                | Helēna Demakova                 |        | TP        | 9. März 2004 – 2. Dezember 2004  |
| Sozialministerin                                | Dagnija Staķe                   |        | LZS       | 9. März 2004 – 2. Dezember 2004  |
| Minister für regionale Entwicklung und Kommunen | Andrejs Radzevičs               |        | JL        | 9. März 2004 – 2. Dezember 2004  |
| Verkehrsminister                                | Ainārs Šlesers                  |        | LPP       | 9. März 2004 – 2. Dezember 2004  |
| Justizministerin                                | Vineta Muižniece                |        | TP        | 9. März 2004 – 2. Dezember 2004  |
| Gesundheitsminister                             | Indulis Emsis (kommissarisch)   |        | LZP       | 9. März 2004 – 25. März 2004     |
| Gesundheitsminister                             | Rinalds Muciņš                  |        | parteilos | 25. März 2004 – 2. Dezember 2004 |
| Umweltminister                                  | Raimonds Vējonis                |        | LZP       | 9. März 2004 – 2. Dezember 2004  |
| Landwirtschaftsminister                         | Mārtiņš Roze                    |        | LZS       | 9. März 2004 – 2. Dezember 2004  |
|                                                 |                                 |        |           |                                  |
| Minister für besondere Angelegenheiten          |                                 |        |           |                                  |
| Kinder und Familie                              | Ainars Baštiks                  |        | LPP       | 9. März 2004 – 27. Mai 2004      |
| Soziale Integration                             | Nils Muižnieks                  |        | LPP       | 9. März 2004 – 2. Dezember 2004  |

## Parteien
|  | Partei                        |
|  | ----------------------------- |
|  | Neue Ära (JL)                 |
|  | Lettlands erste Partei (LPP)  |
|  | Grüne Partei Lettlands (LZP)  |
|  | Bauernverband Lettlands (LZS) |
|  | Volkspartei (TP)              |